# Darren McCarty
Darren McCarty, född 1 april 1972 i Burnaby, British Columbia, är en kanadensisk före detta professionell ishockeyspelare som främst är känd för sina år i NHL-laget Detroit Red Wings, som han representerade 13 säsonger och vann fyra Stanley Cup. Fastän han var förhållandevis framgångsrik i flera aspekter av spelet är McCarty mest känd för sina aktiviteter som slagskämpe då han under karriären drog på sig sammanlagt 1477 utvisningsminuter på 758 spelade NHL-matcher.
McCarty spelade som junior i den nordamerikanska ishockeyligan Ontario Hockey League för klubben Belleville Bulls där han skördade stora framgångar. Han har även representerat Calgary Flames och Detroit Red Wings farmarlag Adirondack Red Wings och Grand Rapids Griffins.
McCarty har blivit inlagd på rehabilitering fyra gånger för drogmissbruk.

## Utmärkelser
- OHL First All-Star Team – 1992
- Jim Mahon Memorial Trophy – 1992
- Stanley Cup – 1997, 1998, 2002 och 2008. Samtliga fyra med Detroit Red Wings.